# Rajkumar Santoshi
Rajkumar Santoshi (राजकुमार सन्तोषी) (Madras, 17 luglio 1956) è un regista e produttore cinematografico indiano.

## Carriera
Santoshi inizia la sua carriera come assistente alla regia di Govind Nihalani durante la realizzazione di Ardh Satya (1982). Fra i suoi lavori più celebri come regista si possono citare Ghatak: Lethal, Pukar e The Legend of Bhagat Singh. Ha vinto il filmfare Award per il miglior regista per Ghayal (1990) e Damini (1993), entrambi interpretati da Sunny Deol.
Santoshi ha diretto pellicole di tutti i  generi, ad eccezione della fantascienza. Il suo film Pukar è incentrato sull'esercito indiano e la corte marziale ed è interpretato da Anil Kapoor. Damini racconta della giustizia e della legge in India. Andaz Apna Apna è una commedia diventata di culto in India. Barsaat è un dramma sentimentale, che ha segnato il debutto di Bobby Deol. Lajja (2001) racconta di vari tipi di donne della società indiana. The Legend of Bhagat Singh (2002) vede Ajay Devgn nei panni di un combattente. Il film ha vinto sia il National Film Award che il Filmfare Awards.
L'ultimo progetto di Santoshi è Power (2012), che vede protagonisti Amitabh Bachchan, Ajay Devgn, Anil Kapoor e Sanjay Dutt.